# Johannes Faesch
Johannes Faesch (* 17. November 1779 in Basel; † 1. Oktober 1856 in Kiel) war ein Schweizer Kaufmann und Bürgerworthalter.

## Familie
Johannes stammt aus die Faesch (Familie), die sich bis ins frühe 15. Jahrhundert zurückverfolgen lässt.
Johannes hatte drei Brüder: Emanuel (1778–1852), Andreas (1782–1815) und Balthasar (1784–1855).
Im Jahre 1809 heiratete er Lucia Schreiber (1786–1846).
Er wurde Vater von zwei Söhnen, Karl Emil August und Eduard, und zwei Töchtern, Elisabeth und Adelheid.

## Leben
„Johannes Faesch ließ sich 1806 als Kaufmann in Kiel nieder. Er gehörte ab 1824 zu dem „Kollegium der 16 Männer“, der Gesellschaft freiwilliger Armenfreunde. Dieser gehörte er bis zu der durch Inkrafttreten der Städteverordnung erfolgten Auflösung an. Der Gesellschaft hatte er ein Erbe in Höhe von 5000 Mark hinterlassen. Die Zinsen des Erbes sollten für bedürftige Jugendliche verwendet werden. In der Versammlung der Gesellschaft freiwilliger Armenfreunde der Stadt Kiel vom 13. November 1856 beschloss diese in Anerkennung der Verdienste von Faesch, dass dieses Geld unter dem Namen „Des seligen Johannes-Faesch-Stiftung“ zu verwalten und zu verwenden war. Nach ihm ist in Kiel die Faeschstraße benannt.“

Das Ehrengrab befindet sich auf dem Kieler Südfriedhof, Feld K, Nr. 2.